# Вестмінстер (Південна Кароліна)
Вестмінстер (англ. Westminster) — місто (англ. city) в США, в окрузі Оконі штату Південна Кароліна. Населення — 2353 особи (2020).

## Географія
Вестмінстер розташований за координатами 34°40′0″ пн. ш. 83°5′26″ зх. д. / 34.66667° пн. ш. 83.09056° зх. д. (34.666578, -83.090480).  За даними Бюро перепису населення США в 2010 році місто мало площу 8,83 км², з яких 8,83 км² — суходіл та 0,01 км² — водойми.

## Демографія
Згідно з переписом 2010 року, у місті мешкало 2418 осіб у 1035 домогосподарствах у складі 641 родини. Густота населення становила 274 особи/км².  Було 1227 помешкань (139/км²).
Расовий склад населення:
| - 83,9 % — білих - 10,7 % — чорних або афроамериканців - 0,3 % — азіатів - 0,1 % — корінних американців - 3,1 % — осіб інших рас |

До двох чи більше рас належало 1,9 %. Частка іспаномовних становила 6,2 % від усіх жителів.
За віковим діапазоном населення розподілялося таким чином: 24,4 % — особи молодші 18 років, 56,5 % — особи у віці 18—64 років, 19,1 % — особи у віці 65 років та старші. Медіана віку мешканця становила 41,3 року. На 100 осіб жіночої статі у місті припадало 84,7 чоловіків;  на 100 жінок у віці від 18 років та старших — 80,2 чоловіків також старших 18 років.
Середній дохід на одне домашнє господарство  становив 41 758 доларів США (медіана — 31 500), а середній дохід на одну сім'ю — 51 256 доларів (медіана — 41 326). Медіана доходів становила 35 982 долари для чоловіків та 35 536 доларів для жінок. За межею бідності перебувало 17,6 % осіб, у тому числі 24,3 % дітей у віці до 18 років та 10,4 % осіб у віці 65 років та старших.
Цивільне працевлаштоване населення становило 887 осіб. Основні галузі зайнятості: виробництво — 24,9 %, освіта, охорона здоров'я та соціальна допомога — 23,4 %, науковці, спеціалісти, менеджери — 11,4 %, роздрібна торгівля — 9,2 %.